# Michael Kelly (Sportschütze)
Michael Kelly (* 29. März 1872 in Galway, Irland; † 3. Mai 1923 in Koblenz) war ein US-amerikanischer Sportschütze.

## Karriere
Michael Kelly nahm an den Olympischen Spielen 1920 in Antwerpen teil. Mit dem Armeerevolver wurde er in den Mannschaftswettbewerben über 30 und über 50 m jeweils Olympiasieger, beide Konkurrenzen gewann das US-amerikanische Team mit größerem Vorsprung. Karl Frederick, Alfred Lane und James Snook gehörten in beiden Mannschaften zu seinen Mitstreitern, während in der Konkurrenz über 30 m  Raymond Bracken und über 50 m Louis Harant Teil des Aufgebots waren.
Kelly, der 1872 in Galway im Westen von Irland geboren wurde, emigrierte 1888 in die Vereinigten Staaten, wo er zunächst in New York als Arbeiter tätig war, ehe er sich 1893 beim United States Army Corps of Engineers einschrieb. Dort stieg er bis zum Sergeant auf. 1920 erhielt er kurz vor den Olympischen Spielen die Staatsbürgerschaft der Vereinigten Staaten. Kurz nach den Spielen nahm er seinen Abschied von der Armee und ließ sich in Koblenz nieder, wo er 1923 im Alter von 51 Jahren starb.